# Nationalstraße 23 (Algerien)
Die Nationalstraße 23 oder kurz N23 ist eine Fernstraße in Algerien. Sie hat ihren nördlichen Endpunkt an der Kreuzung mit der Nationalstraße 17 in Mostaganem an der Mittelmeerküste und endet nach 426 km an der Nationalstraße 1 in Laghouat am Südrand des Saharaatlas. Sie stellt einen Teil der Straßenverbindung zwischen der westlichen Mittelmeerküste Algeriens mit der Hafenstadt Oran und dem Östlichen Großen Erg.

## Verlauf
Die N 23 führt zunächst in südöstlicher Richtung durch die Orte Zemmora, Mendes und Rahoula in das 95 km entfernte Tiaret, das 1100 m hoch liegt. Dort kreuzt die N 23 die Nationalstraße 14 und schlägt dann eine eher südsüdöstliche Richtung ein, die sie über Sougueur nach 69 km nach Ain Deheb führt. Von dort führt über die Hauts Plateaux in das einhundert Kilometer entfernte Aflou am Fuß des Dschebel Amur. Hier befindet sich der östliche Endpunkt der Nationalstraße 47, und die N 23 biegt hier nach Osten ab. Sie führt südlich am 1708 m hohen Djebel Gourou vorbei nach Ain al-Hamara. Nach dem Passieren dieses Orts biegt die Straße direkt nach Süden ab, schlägt aber dann einen Bogen nach Osten und erreicht so das in 792 m Höhe liegende Laghouat.